# Сандра Клейнова
Сандра Клейнова (чеськ. Sandra Kleinová, нар. 8 травня 1978) — колишня чеська тенісистка.
Найвищу одиночну позицію рейтингу WTA — 41 місце досягнула 5 січня 1998 року.

## Фінали турнірів WTA

### Одиночний розряд: 1 (0-1)
| Легенда                     |
| --------------------------- |
| Tier I (0)                  |
| Tier II (0)                 |
| Tier III (0)                |
| Tier IV & V (1)             |
| Турніри Великого шолома (0) |
| Чемпіонат WTA (0)           |

| Результат | Ранг | Дата     | Турнір | Покриття  | Опонент    | Рахунок  |
| --------- | ---- | -------- | ------ | --------- | ---------- | -------- |
| Поразка   | 1.   | Вер 1995 | Nagoya | Килим (i) | Лінда Вілд | 4–6, 2–6 |

## Фінали ITF

### Одиночний розряд: 10 (6–4)
| Турніри $100,000 |
| Турніри $75,000  |
| Турніри $50,000  |
| Турніри $25,000  |
| Турніри $10,000  |

| Результат | Ранг | Дата            | Турнір                     | Покриття   | Опонент            | Рахунок       |
| --------- | ---- | --------------- | -------------------------- | ---------- | ------------------ | ------------- |
| Перемога  | 1.   | 16 січня 1995   | Турку, Фінляндія           | Тверде (i) | Sofia Finér        | 6-4, 7-6 (4)  |
| Перемога  | 2.   | 30 січня 1995   | Rungsted, Данія            | Килим (i)  | Karin Ptaszek      | 6-2 6-7 6-1   |
| Поразка   | 1.   | 20 лютого 1995  | Newcastle, Велика Британія | Килим (i)  | Ольга Іванова      | 1–6, 1–6      |
| Перемога  | 3.   | 21 лютого 1999  | Редбридж (боро)            | Тверде (i) | Луїс Латімер       | 6-2, 6-1      |
| Перемога  | 4.   | 19 грудня 1999  | Průhonice, Чехія           | Тверде (i) | Adriana Jerabek    | 6-2, 6-3      |
| Поразка   | 2.   | 28 липня 2002   | Чеський Крумлов, Чехія     | Ґрунт      | Лібуше Прушова     | 6-3, 4-6, 3-6 |
| Поразка   | 3.   | 22 вересня 2002 | Б'єлла                     | Ґрунт      | Флавія Пеннетта    | 3-6, 2-6      |
| Поразка   | 4.   | 13 жовтня 2002  | Кардіфф, Велика Британія   | Тверде (i) | Стефані Коен-Алоро | 1-6, 1-6      |
| Перемога  | 5.   | 30 січня 2005   | Бельфор, Франція           | Тверде (i) | Цветана Піронкова  | 6-4, 6-3      |
| Перемога  | 6.   | 09 жовтня 2005  | Болтон, Велика Британія    | Тверде (i) | Ярослава Шведова   | 0-6, 6-3, 6-3 |